# Свиняча боротьба

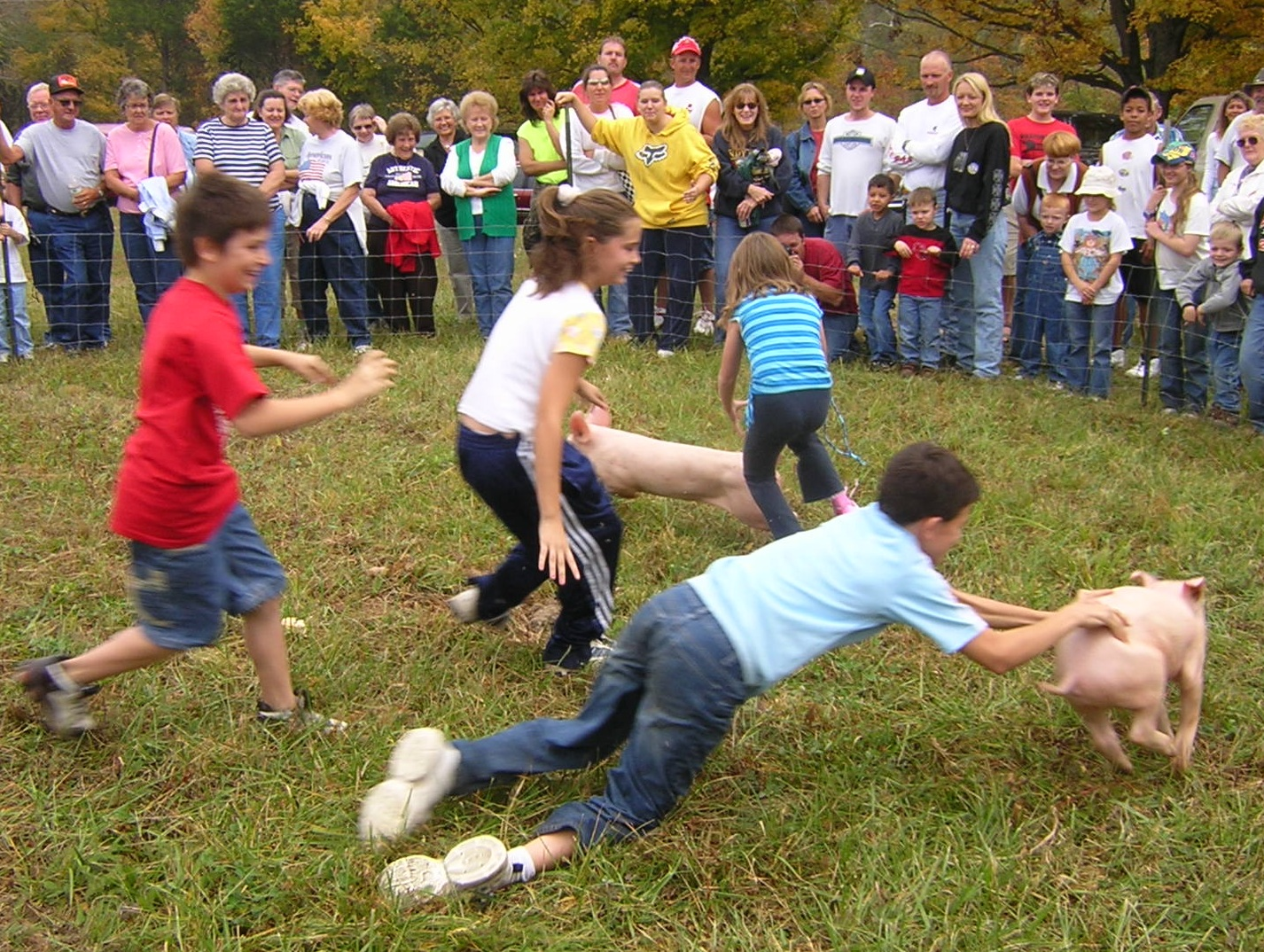
Конкурс намащених свиней, Г'юстон

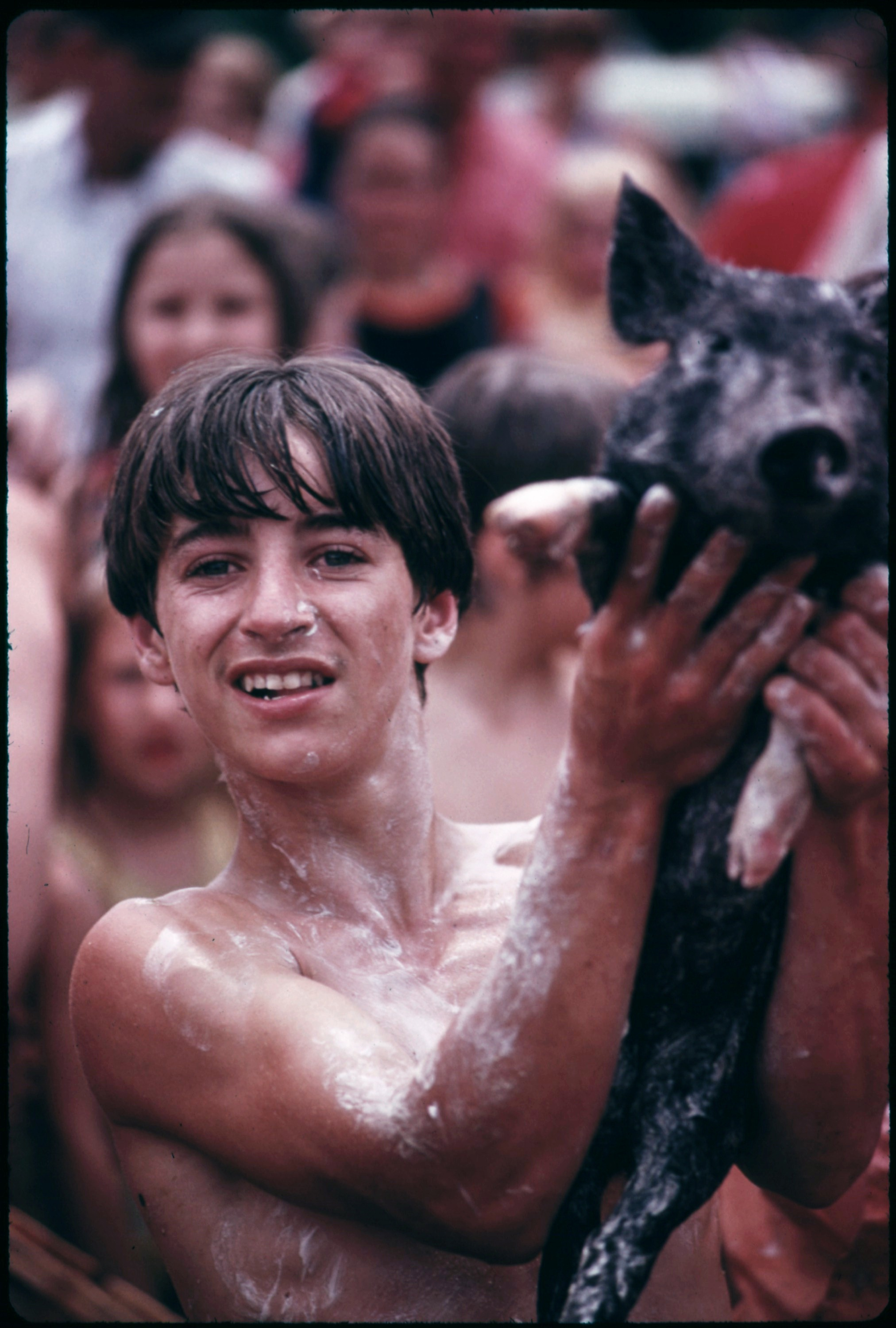
Хлопчик тримає жирну свиню

Свиняча боротьба (англ. Pig wrestling, також відома як свинячий скрембль і варіантами та ловля жирних свиней) — гра, яку іноді грають на сільськогосподарських виставках, таких як державні та окружні ярмарки, у яких учасники намагаються втримати свиню. У найпоширенішій версії команда з чотирьох учасників ганяється за домашньою свинею навколо відгородженої грязьової ями та намагається помістити її в бочку, змагаючись на час. У деяких випадках свиней змащують смальцем (свинячим жиром), рослинною або мінеральною олією, щоб ще більше ускладнити їх упіймання.

## Правила

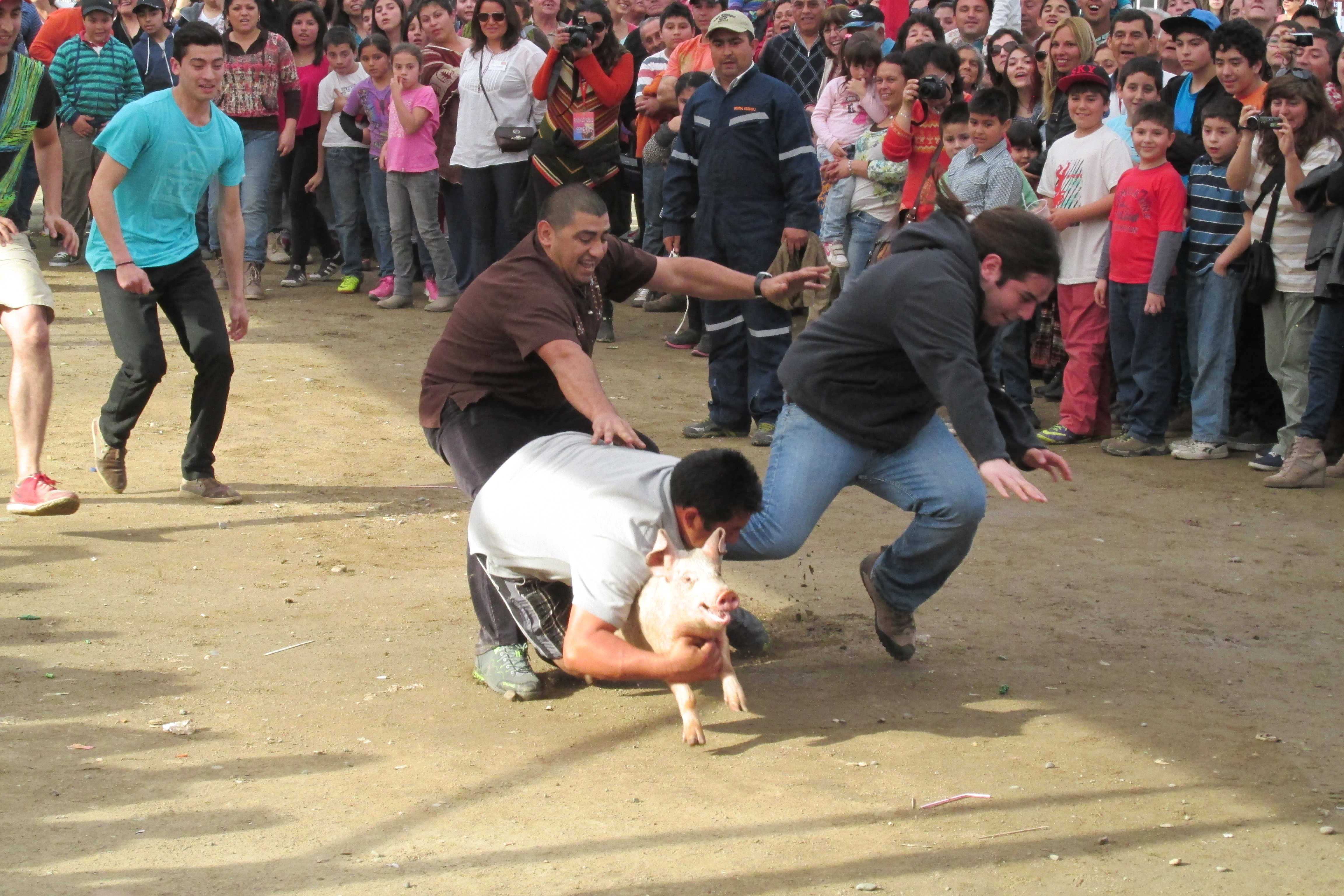
Свиняча боротьба, Чилі

Правила залежать від місця проведення змагань. В одних змаганнях використовують більших свиней, в інших — менших. В одних використовується одна свиня, в інших — кілька. Свині вкриті рослинною олією, смальцем або іншою змазкою. Учасники переслідують свиней полем або іншою визначеною територією. Залежно від змагання, учасники намагаються або взяти свиню однією чи обома руками, або схопити і утримати її, або перетягнути свиню до певної точки. В одному змаганні може бути кілька раундів. Призом за перемогу часто є сама свиня.
Діти, які занадто малі, щоб брати участь у боротьбі зі свинями, можуть змагатися в гонитві за жирною свинею, мета якої — протриматися на жирній свині протягом певного часу.
Розмір свиней або поросят зазвичай відповідає розміру дітей, підлітків або дорослих, які беруть участь у конкурсі.

## Захист тварин
Організації з прав тварин висловлюють занепокоєння, що використання свиней у цій формі розваги є негуманним, оскільки у свиней немає вибору, чи хочуть вони боротися чи ні. Боротьба може стати причиною надмірного емоційного стресу для свиней, про що свідчить страхітливий вереск, і спричиняє фізичне навантаження на суглоби свиней. Таким чином, деякі ярмарки виключили свинячу боротьбу зі своїх заходів. У Міннесоті боротьба зі свинями вважається проступком.

## У масовій культурі

### У медіа
Телевізійне шоу «Сім'янин» пародіює цю концепцію у «Замазаному глухому хлопці»; повторюваному персонажі, який вперше з'являється в «Тонкій білій лінії» як кар'єр компанії-пікніка.
У епізоді серіалу Discovery Channel 2014 року «Руйнівники міфів» команда Build Team досліджувала складність зловити змащену жиром свиню як за допомогою техніки, так і без неї.
В епізоді 2019 року серіалу «Південний парк» Comedy Central Ерік Картман відмовляється пройти імунізацію, і його намагаються зробити, заставши його на родео.

### Інше
2019 року колишній прем'єр-міністр Великої Британії Девід Кемерон назвав тодішнього прем'єр-міністра Бориса Джонсона «змащеним поросям», говорячи про шанси Джонсона домогтися ухвалення закону про Brexit через парламент, сказавши: «Фішка змащеного поросяти в тому, що йому вдається прослизнути крізь чужі руки там, де простим смертним це не вдається». У травні 2022 року індійський письменник Панкадж Мішра назвав міфом сприйняття Джонсона як "великого виживальщика, «змащеного поросяти», і стверджував, що насправді "н"авички виживання Джонсона — це трохи більше, ніж безсоромність"". У червні 2022 року колишній лідер ліберал-демократів Вінс Кейбл, згадуючи про успіх Джонсона у голосуванні за недовіру, написав: «Змащене порося знову втекло від своїх мучителів … Він може стати чиєюсь свинячою ковбасою, але не надовго».